# Bransfield Trough
Bransfield Trough är en gravsänka i Antarktis. Den ligger i Bransfieldsundet utanför Sydshetlandsöarna. Argentina, Chile och Storbritannien gör anspråk på området.